# Antagonista receptoru pro IL-1 (IL-1Ra)

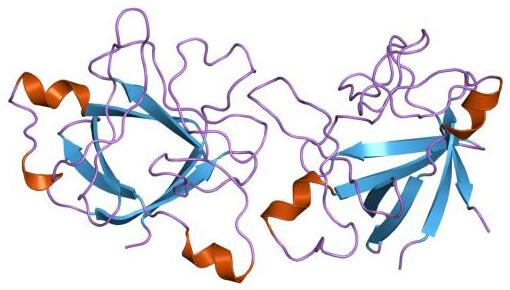
Molekulární struktura IL-1Ra

Antagonista receptoru pro IL-1 (IL-1Ra) patří do rodiny interleukinu-1 a je kódován genem IL1RN, který je lokalizován na chromozomu 2 v blízkosti genů pro IL-1α, IL-1β (souhrnně IL-1) a genů pro receptory IL-1, IL-1R I a IL-1R II. Protein je produkován řadou buněčných typů včetně monocytů, neutrofilů, epiteliálních buněk, fibroblastů či keratinocytů.

## Struktura
Byly identifikovány 3 izoformy tohoto proteinu, dvě intracelulární (icIL-1RaI a icIL-1RaII) a jedna sekretovaná forma (sIL-1Ra), jež jsou produktem téhož genu, zralý lidský sIL-1Ra dosahuje velikost 152 aminokyselinových zbytků.
Ačkoliv se zdá, že geny pro IL-1Ra, IL-1α a IL-1β vznikly duplikací a následnou divergencí společného genu, dosahuje sIL-1Ra jen 26% homologie s IL-1β a pouhých 19% s IL-1α. sIL-1Ra interaguje se stejnými receptory jako zmíněné cytokiny, díky čemuž lze předpokládat, že mezi cytokiny IL-1α a IL-1β a jejich antagonistou IL-1Ra je spíše strukturální než sekvenční podobnost.
Struktura proteinu sIL-1Ra je vysoce konzervována mezi savci, dle dostupných dat dosahuje homologie mezi lidmi, králíky, koňmi či krysami více než 75%.

## Účinek IL-1Ra
Krátce po objevení IL-1Ra a identifikaci jeho funkce byl tento protein označován jako inhibitor IL-1. Až později se ukázalo, že s IL-1 soutěží o vazbu na receptor a začal být označován tak, jak ho známe nyní, jako antagonista receptoru pro IL-1. Během zánětu nebo infekce dochází ke zvýšení exprese genů pro IL-1Ra a IL-1α a IL-1β a jejich produkty pak soutěží o vazebné místo na receptoru. sIL-1Ra i icIL-1Ra plní stejnou funkci, blokují receptory pro zmíněné prozánětlivé cytokiny, tyto se na receptor nemohou navázat a tak je zabráněno jejich biologické aktivitě, signalizaci. Sekretovaná forma IL-1Ra primárně váže a blokuje IL-1 receptory na buněčném povrchu, icIL-1Ra je konstitutivně exprimován uvnitř epiteliálních buněk, kde může blokovat intracelulární IL-1 receptory. Obě formy se na příslušný receptor vážou se stejnou afinitou jako L-1α a IL-1β, na rozdíl od nich ale nepřenáší žádný signál. 

## Rovnováha mezi IL-1Ra a IL-1
Zdá se, že v nízkých koncentracích je sIL-1Ra konstitutivně přítomen ve většině tkání, čímž přispívá k udržení fyziologického stavu, který by mohl být narušen působením IL-1. Experimentálně bylo prokázáno, že po infekci buňky zánětlivým stimulem (např. LPS) dochází nejen ke zvýšení koncentrace prozánětlivého IL-1, ale vzápětí také k nadprodukci IL-1Ra, kterého je produkováno téměř o dva řády více než cytokinu IL-1. K takovéto nadprodukci IL-1Ra musí docházet zřejmě kvůli přítomnosti rezervních receptorů pro IL-1, menší množství by nemuselo být k blokaci účinků IL-1 dostatečné. Dle odborníků lze také předpokládat, že cirkulující IL-1Ra při zánětu difunduje z krve do tkání a ovlivňuje tak místní poměr mezi IL-1Ra a IL-1.
U mnoha pacientů se zánětlivým či infekčním onemocněním byla v periferní krvi detekována zvýšená hladina IL-1Ra, což naznačuje, že je tento cytokin produkován hepatocyty jako protein akutní fáze zánětu.

### IL-1Ra v diagnostice a predikci
Hladina sIL-1Ra v séru je zvýšena při mnoha patologiích, v diagnostice je ale jako marker využívána jen zřídka. Jedním příkladem za všechny je využití množství IL-1Ra při diagnostice zánětlivého onemocnění střev (z angl. inflammatory bowel disease (IBD)), kdy rovnováha mezi IL-1 a sIL-1Ra může ovlivňovat expresi nemoci. Bylo prokázáno, že lidé trpící Crohnovou chorobou mají signifikantně vyšší hladiny sIL-1Ra v séru než pacienti s aktivní ulcerózní kolitidou. Hladiny sIL-1Ra v periferní krvi pacienta s IBD tak představují marker aktivity onemocnění a také možný diagnostický marker.
IL-1Ra lze do jisté míry využít také v predikci odmítnutí transplantátu. Bylo prokázáno, že příjemci transplantovaných ledvin, v jejichž moči je detekován vysoký poměr IL-1Ra/IL-1β, jsou méně náchylní k akutnímu odhojení alograftu než příjemci s nízkým poměrem. Dále bylo také prokázáno, že odhojovací epizody po ortotopické transplantaci srdce jsou doprovázeny nejen obnovením, ale také zvýšením hladiny IL-1Ra v séru a to alespoň na 2 dny. Tento jev tak naznačuje, že IL-1Ra by mohl být využit jako prediktivní marker při detekci akutního odhojování alograftů.
| Chronická artritida                   |
| Systémový lupus erythematosus         |
| Bronchiální astma                     |
| Gynekologická nádorová onemocnění     |
| Insulin dependentní diabetes mellitus |
| Syndrom dětské sepse                  |
| Akutní infarkt myokardu               |

## DIRA (deficit antagonisty receptoru pro IL-1)
DIRA je vzácné autosomálně recesivní autozánětlivé onemocnění, které bylo poprvé popsáno již v 80. letech minulého století, nicméně plnohodnotné definice a jasného vymezení fenotypu a genotypu se dočkalo až v roce 2009. Toto onemocnění je způsobeno zárodečnou mutací v genu IL1RN, která vede ke ztrátě funkce IL-1Ra.
U většiny pacientů trpících tímto onemocněním dojde k prvním projevům do 8 týdnů od narození. Až 30% takovýchto těhotenství končí předčasně a kojenci se mohou narodit menší než odpovídá fázi těhotenství. Lidé s tímto poškozením obvykle špatně prospívají a mají problémy s růstem. Charakteristické klinické znaky jsou lokalizovány na kůži, v ústní dutině, kloubech a kostech.
DIRA je vážné zánětlivé onemocnění, které se, pakliže není léčeno, může vyvinout až v syndrom systémové zánětlivé odpovědi (SIRS) a vést k úmrtí jedince. Proto je s léčbou nutné začít ihned po jejím diagnostikování. Jako nejefektivnější cesta se jeví inhibice IL-1 pomocí monoklonálních protilátek.